# Alessandra Lucchino
Alessandra Lucchino (Lamezia Terme, 1 de abril de 1984) es una deportista italiana que compitió en esgrima, especialista en la modalidad de sable.
Ganó dos medallas en el Campeonato Mundial de Esgrima, oro en 2003 y bronce en 2005, y dos medallas de bronce en el Campeonato Europeo de Esgrima, en los años 2010 y 2012.

## Palmarés internacional
| Campeonato Mundial | Campeonato Mundial | Campeonato Mundial | Campeonato Mundial |
| Año                | Lugar              | Medalla            | Prueba             |
| ------------------ | ------------------ | ------------------ | ------------------ |
| 2003               | La Habana (Cuba)   | Medalla de oro     | Sable por equipos  |
| 2005               | Leipzig (Alemania) | Medalla de bronce  | Sable individual   |
| Campeonato Europeo |                    |                    |                    |
| Año                | Lugar              | Medalla            | Prueba             |
| 2010               | Leipzig (Alemania) | Medalla de bronce  | Sable por equipos  |
| 2012               | Legnano (Italia)   | Medalla de bronce  | Sable por equipos  |